# 扒地蜈蚣
扒地蜈蚣（学名：Tylophora renchangii）是夹竹桃科娃儿藤属的植物。分布在中国大陆的广东、广西等地，生长于海拔500米的地区，多生长于山地疏林中和平原旷野灌木丛中，目前尚未由人工引种栽培。

## 别名
假白前（广西）